# ナタリア・サドワ
ナタリア・サドワ(Natalya Ivanovna Sadova、ロシア語: Наталья Ивановна Садова、1972年7月15日 - )は、ロシアの陸上競技選手である。2004年アテネオリンピックの女子円盤投の金メダリストである。
彼女は、2001年の世界陸上選手権で1位になった後、過度のカフェインが検出され失格となった。2006年には、筋肉増強剤が検出され、2年間の出場停止処分を受けている。
2008年の北京オリンピックでは58m11cmで予選落ちした。

## 実績
- 自己ベスト - 70.02m（1999年）

| 年度 | 大会                 | 場所                         | 結果 | 記録    |
| ---- | -------------------- | ---------------------------- | ---- | ------- |
| 1996 | オリンピック         | アトランタ（アメリカ合衆国） | 銀   | 66.48 m |
| 1997 | 世界陸上選手権       | アテネ（ギリシャ）           | 銅   | 65.14 m |
| 1998 | ヨーロッパ陸上選手権 | ブダペスト（ハンガリー）     | 銀   | 66.94 m |
| 2001 | 世界陸上選手権       | エドモントン（カナダ）       | -    | 失格    |
| 2002 | ヨーロッパ陸上選手権 | ミュンヘン（ドイツ）         | 銀   | 64.12 m |
| 2004 | オリンピック         | アテネ（ギリシャ）           | 金   | 67.02 m |
| 2005 | 世界陸上選手権       | ヘルシンキ（フィンランド）   | 銀   | 64.33 m |